# Charzewice (gromada w powiecie tarnobrzeskim)
Charzewice – dawna gromada, czyli najmniejsza jednostka podziału terytorialnego Polskiej Rzeczypospolitej Ludowej w latach 1954–1972.
Gromady, z gromadzkimi radami narodowymi (GRN) jako organami władzy najniższego stopnia na wsi, funkcjonowały od reformy reorganizującej administrację wiejską przeprowadzonej jesienią 1954 do momentu ich zniesienia z dniem 1 stycznia 1973, tym samym wypierając organizację gminną w latach 1954–1972.
Gromadę Charzewice z siedzibą GRN w Charzewicach (obecnie w granicach Stalowej Woli) utworzono – jako jedną z 8759 gromad na obszarze Polski – w powiecie tarnobrzeskim w woj. rzeszowskim na mocy uchwały nr 34/54 WRN w Rzeszowie z dnia 5 października 1954. W skład jednostki weszły obszary dotychczasowych gromad Charzewice, Pilchów, Chłopska Wola i Brandwica (bez przysiółka Musików) ze zniesionej gminy Charzewice w tymże powiecie. Dla gromady ustalono 27 członków gromadzkiej rady narodowej.
31 grudnia 1961 do gromady Charzewice włączono wsie Turbia i Chojna ze zniesionej gromady Turbia w tymże powiecie.
1 stycznia 1969 do gromady Charzewice włączono wsie Rzeczyca Długa i Rzeczyca Okrągła ze zniesionej gromady Rzeczyca Długa w tymże powiecie.
31 grudnia 1969 z gromady Charzewice wyłączono wieś Rzeczyca Okrągła, włączając ją do gromady Radomyśl n/Sanem w tymże powiecie.
Gromada przetrwała do końca 1972 roku, czyli do kolejnej reformy gminnej. 1 stycznia 1973 w powiecie tarnobrzeskim reaktywowano gminę Charzewice.